# Jean-Pierre Lecoq
Pour les articles homonymes, voir Lecoq.
 (janvier 2024).
Jean-Pierre Lecoq, né le 18 juillet 1954 à Paris 14e (Seine), est un homme politique français, membre des Républicains. Il est maire du 6e arrondissement de Paris depuis 1994.
Soutien successif de Jacques Chirac et de Jean Tiberi, il est conseiller de Paris depuis 1993 et conseiller régional d'Île-de-France depuis 2015.

## Biographie

### Carrière professionnelle
Né dans le 14e arrondissement de Paris, Jean-Pierre Lecoq a été élève au lycée Montaigne, diplômé de l’ESCP Europe (1976) et de l’Institut d'études politiques de Paris (1978), il mène une carrière professionnelle dans un grand groupe financier.

### Carrière politique
Conseiller du 6e arrondissement de Paris depuis 1983 (d'abord sous les couleurs du RPR puis de celles de l'UMP), il est adjoint au maire François Collet quand celui-ci meurt en 1994. Il est alors élu maire du 6e arrondissement et réélu en 1995.
En 2001, après avoir mené au premier tour une liste dissidente, face à celles de Jean-Dominique Giuliani et Claude Roland, représentants respectifs dans l'arrondissement des listes de Philippe Séguin et Jean Tiberi, sa liste remporte le second tour avec 57,8 % des suffrages, contre celle du socialiste Alain Morell, et il est réélu maire d'arrondissement. En 2008, la liste qu'il conduit l’emporte à nouveau, avec 56,0 % des voix, face à la liste d'union de la gauche. Lors des élections sénatoriales de septembre 2011, il soutient la liste dissidente de Pierre Charon, qui est élu sénateur.
De 1997 à 2012, il est le suppléant de Martine Aurillac, députée de la troisième circonscription de Paris (7e arrondissement et moitié nord du 6e). En 2012, il se présente aux élections législatives dans la onzième circonscription de Paris, contre le maire PS du 14e arrondissement, Pascal Cherki. Il arrive en deuxième position au premier tour, puis recueille 43,5 % des voix au second tour.
Le 10 octobre 2013, il est désigné par Nathalie Kosciusko-Morizet comme chef de file de l'UMP dans le 6e arrondissement pour les élections municipales de 2014 à Paris. Il conduit une liste d'union UMP-MoDem-UDI, sur laquelle figure en seconde position Marielle de Sarnez, vice-présidente du MoDem. Le 23 mars 2014, la liste de Jean-Pierre Lecoq l’emporte au premier tour, obtenant 52,6 % des suffrages. Le faible score de la liste socialiste (26,1 %) permet au maire du 6e arrondissement de gagner les 3 sièges au Conseil de Paris en jeu et 12 des 13 sièges du conseil d'arrondissement.
Il soutient Nicolas Sarkozy pour la primaire présidentielle des Républicains de 2016. Le 3 mars 2017, dans le cadre de l'affaire Fillon, il renonce à soutenir le candidat LR François Fillon à l'élection présidentielle et parraine Alain Juppé. Dans l'entre-deux-tours de l'élection présidentielle de 2017 qui oppose Marine Le Pen à Emmanuel Macron, il annonce qu'il votera pour le candidat En marche.
Lors des élections législatives de 2017, il est candidat divers droite dans la 2e circonscription de Paris. Il est notamment opposé à Nathalie Kosciusko-Morizet,. LR engage alors une suspension à son encontre. Il recueille 9,2 % des voix au premier tour, et ne donne pas de consigne de vote en vue du second tour,.
Il est réélu maire du 6e arrondissement de Paris à la suite des élections municipales de 2020 pour la cinquième fois, avec 52,26 % des voix au second tour.

## Décorations
- Officier de la Légion d'honneur le 11 juillet 2025[15].
  -  Chevalier de la Légion d'honneur (décret du 14 juillet 2004)
- Officier de l'ordre national du Mérite
  -  Chevalier de l'ordre national du Mérite
- Officier de l'Ordre des Palmes académiques
  -  Chevalier de l'Ordre des Palmes académiques
- Officier de l'Ordre des Arts et des Lettres
  -  Chevalier de l'Ordre des Arts et des Lettres

## Ouvrage
- Une certaine idée de Paris, Cent Mille Milliards, 2019,  (ISBN 978-2-85071-060-5).